# Chiwawa River
Der Chiwawa River ist ein Nebenfluss des Wenatchee River im Chelan County im US-Bundesstaat Washington.
Ein Großteil des Einzugsgebiets des Chiwawa River ist als National Forest und als Wildnisgebiet ausgewiesen. Das obere Einzugsgebiet ist in nahezu natürlichem Zustand.
Der Fluss ist Teil des Flusssystems des Columbia River, indem er in den Wenatchee River mündet, welcher ein Nebenfluss des Columbia River ist.
Der Name des Flusses stammt aus dem Columbia-Moses und bedeutet eine spezielle Art von Fließ (Creek) – einen „wawa“-Creek. Eine große Anzahl von Flurnamen im Einzugsgebiet des Chiwawa River stammt von Albert H. Sylvester.

## Verlauf
Der Chiwawa River entspringt in der Glacier Peak Wilderness der Nördlichen Kaskadenkette an den Südhängen des Chiwawa Mountain und des Fortress Mountain. Er fließt südwärts durch den Wenatchee National Forest, zwischen der Bergkette der Chiwawa Ridge nach Westen und in den Entiat Mountains nach Osten.
Der Chiwawa River mündet einige Meilen östlich des Lake Wenatchee in den Wenatchee River.
Die folgende Abflusswerte wurden nahe der Mündung gemessen:
- Durchschnitt: 14,41 m³/s
- Maximum: 199,07 m³/s
- Minimum: 1,27 m³/s

## Nebenflüsse
Die folgende Liste stellt die Zuflüsse von der Mündung flussaufwärts geordnet dar:
- Deep Creek
- Gate Creek
- Minnow Creek
- Finner Creek
- Rock Creek
- Alpine Creek
- Buck Creek

Im Mittel- und Oberlauf gibt es drei weitere, namenlose Zuflüsse.